# Obs!
För andra betydelser, se Obs.

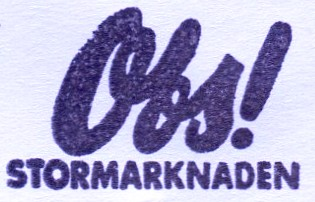
Logotypen för stormarknaderna och rabattvaruhusen.

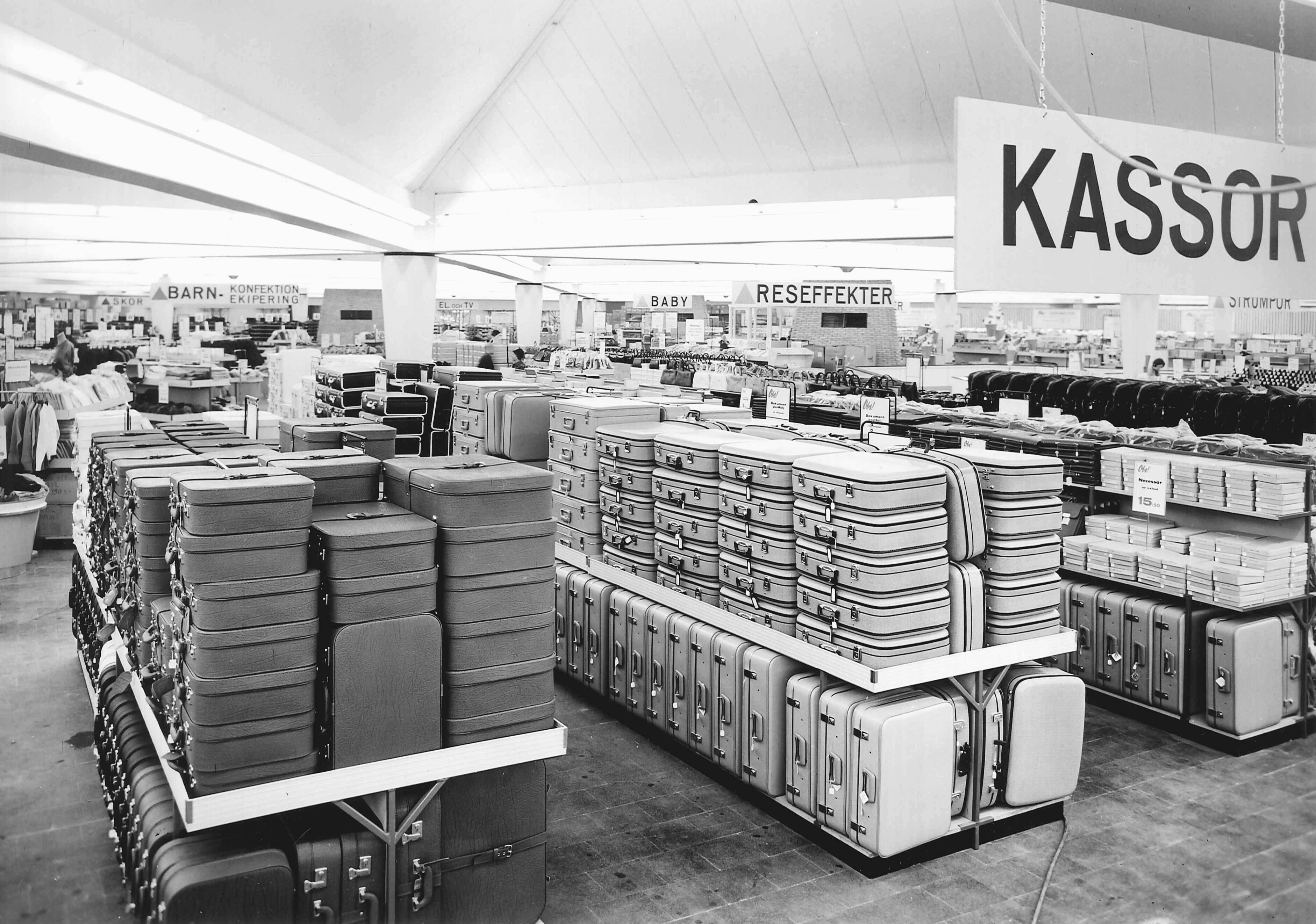
Resväskor på Obs! i Vårby 1963.

Obs! var namnet på stormarknader som drevs inom Kooperativa Förbundet.
Den första Obs!-stormarknaden öppnades hösten 1963 av Konsumentföreningen Stockholm som Obs! Stormarknad, Vårby. Obs! spreds sedan över Sverige där de drevs av de olika lokala konsumentföreningarna. I början av 1990-talet överlät de fem största konsumentföreningarna (Stockholm, Norrort, Svea, Väst och Solidar) sin butiksverksamhet till KF.
I januari 2002 slog KF ihop sin detaljhandel med sina motsvarigheter i Danmark och Norge för att bilda Coop Norden, där den svenska detaljhandeln drevs av Coop Sverige. Fram till dess hade de stormarknader som drivits av KF haft namnen Obs!, B&W, Prix och Robin Hood. Alla dessa bytte hösten 2001 namn till Coop Forum. De Obs!-marknader som drevs av fristående föreningar påverkades inledningsvis inte av detta, men dessa har senare valt att konvertera sina stormarknader till Coop Forum.